# آنتونیو چری

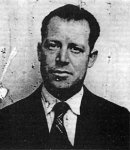
آنتونیو چری

آنتونیو چری (به ایتالیایی: Antonio Cieri)؛ (واستو، ۱۱ نوامبر ۱۸۹۸ - هوئسکا، ۷ آوریل ۱۹۳۷) آنارشیست ایتالیایی و مبارز ضد فاشیست بود. او که یکی از اعضای بنیان‌گذار آردیتی دل پوپولو بود، در طول جنگ داخلی اسپانیا جنگید و درگذشت.

## زندگی‌نامه
در طول جنگ جهانی اول، او مدال برنز شجاعت نظامی را برای نقشش در حفاظت از مخابرات ارتش دریافت کرد.
او یکی از فعالان جنبش آنارشیستی آنکونا بود و در آنجا توسط راه‌آهن دولتی به عنوان طراح فنی استخدام شد. در سال ۱۹۲۱ به دلیل فعالیت سیاسی به پارما منتقل شد و در آنجا، در طول، در اوت ۱۹۲۲ همراه با باریکادهای پارما و گیدو پیچلی، که کل تشکیلات ضدفاشیستی را هدایت می‌کرد، فرمانده آردیتی دل پوپولو در دفاع از ناویگلیو، یک منطقه محبوب پارما، در برابر حملات ایتالو جوخه‌های فاشیست ایتالو بالبو بود.
در سال ۱۹۲۳ از راه‌آهن دولتی اخراج شد و به تبعید رفت. او در پاریس فعالیت خود را به عنوان یک آنارشیست مبارز با انتشار مجله انسانیت جدید (Umanità Nova) از سر گرفت.
در سال ۱۹۳۶، او به بخش ایتالیایی ستون آسکازو به طرفداری از فرقه جمهوری‌خواهان در جنگ داخلی اسپانیا پیوست. در ۷ آوریل ۱۹۳۷، او در جریان حمله به اوئسکا که تحت کنترل ناسیونالیست‌ها بود، درگذشت.

## بزرگداشت
پارما در سال ۱۹۸۴ مدالی را به او تقدیم کرد. لوحی در پیاتزا روستی در وستو برای او برپا شد.